# Iznájar
Iznájar est une ville d’Espagne, dans la province de Cordoue, communauté autonome d’Andalousie d'une superficie de 136 km2 et de 4.740 habitants. La ville est connue pour le château d'Iznájar et l'église paroissiale de Santiago Apóstol. À la fin du XIXe siècle, plus des deux tiers de sa population était dispersée dans les fermes, les maisons de campagne et les villages. La ville est située dans la comarque de Subbética, sur les rives de la rivière Genil et du réservoir d'Iznájar. Aujourd'hui encore, malgré l'émigration massive des années 1960 et grâce à l'arrivée des étrangers nordiques, plus de la moitié des habitants jouissent du monde rural, de la vie tranquille au contact de la campagne et de la nature.

## Toponymie
Le nom d'Iznájar provient de l'arabe "Ašar", qui signifie "château joyeux".

## Géographie

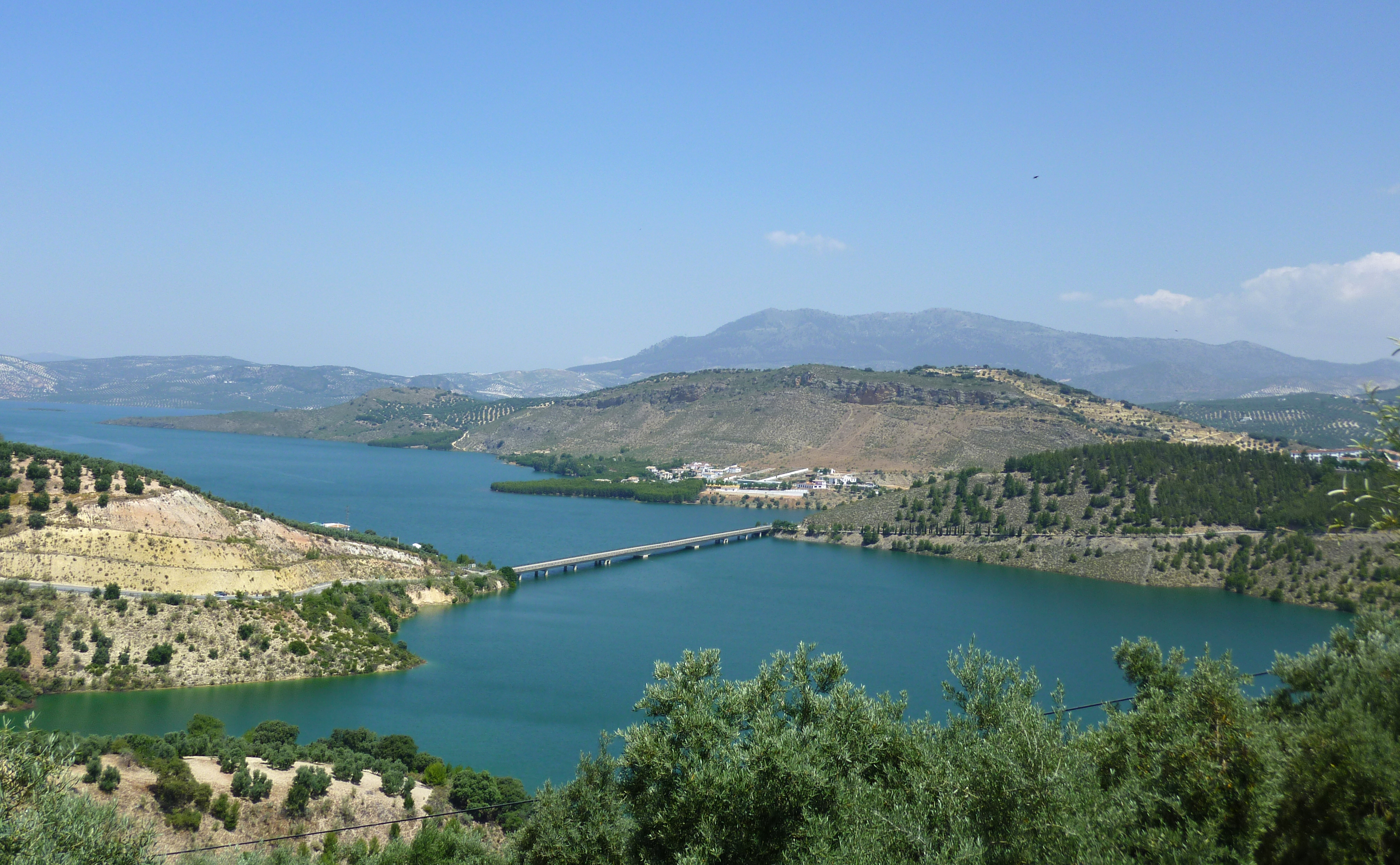
Le réservoir d'Iznájar

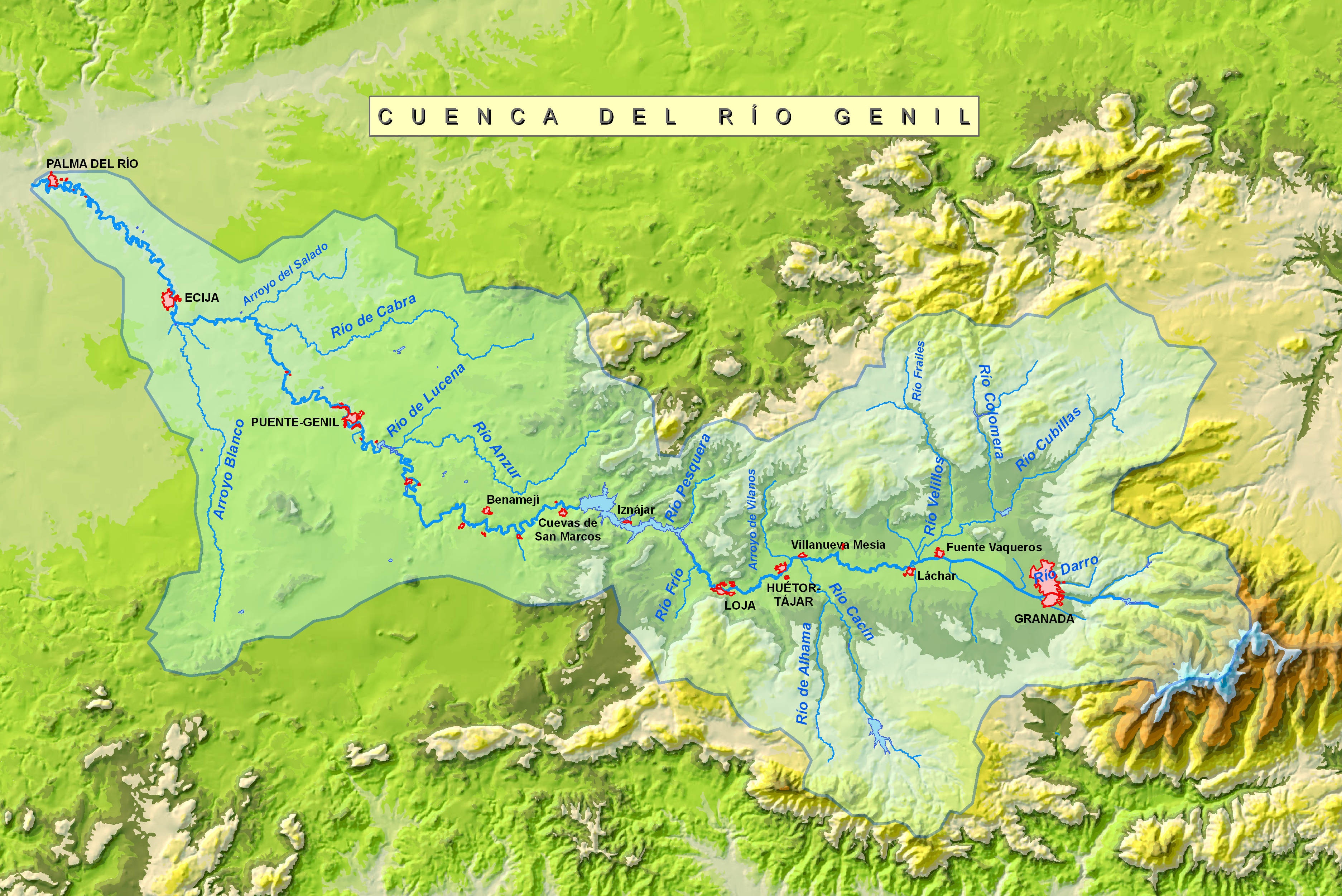
Bassin hydrographique du Genil avec au centre, Iznájar

Iznájar est situé sur les rives du Genil, qui forme le réservoir d'Iznájar en traversant la ville.
La population est répartie entre la municipalité et plusieurs villages: Ventorros de Balerma, Las Chozas, La Fuente del Conde, El Adelantado, la Cruz de la Algaida, La Celada, Los Juncares, El Higueral, Arroyo Priego, Los Pechos, Jaramillo, Lorite, Arroyo Cerezo, Arroyo Solerche, Cierzos y Cabreras, Los Concejos, Arroyo Solerche, Cierzos y Cabreras, Los Concejos.

## Histoire
Bien qu'à Iznájar de nombreux sites archéologiques n'ont pas été trouvés, on sait qu'entre Fuente del Conde et Los Pechos, où il y a la certitude des établissements ibériques et romains. Le Cerro de la Pía, situé à Cierzos y Cabreras, est l'un des sites archéologiques romain de la ville. Cette colonie romaine est restée jusqu'à présent inédite, bien que très proche du centre urbain. Elle est l'une des plus importantes de la région, tant en termes de superficie que de proximité de la ville. Il n'est qu'à 2 km du centre. En outre, il y a plusieurs vestiges musulmans à Iznájar (puisque c'était un territoire musulman pendant Al-Andalus), comme le château d'Iznájar et d'autres sites.

## Personnalités liées à la commune
- José Montilla, président de la Généralité de Catalogne.